# 一宮町 (徳島市)
一宮町（いちのみやちょう）は、徳島県徳島市の町名。
2009年12月時点での人口は2,114人、世帯数：880世帯。
郵便番号は〒779-3132。

## 地理
徳島市西部に位置し、上八万地区に属する。市街地近郊の農村地域である。
北部を入田方面から名東方面へ鮎喰川が流れ、南岸の平野部を中心に開けている。
徳島県道207号鬼籠野国府線が南部山中の南丁から東丁を通り、鮎喰川に架かる一宮橋を渡り北部西丁へと至る。また鮎喰川南岸沿いを徳島県道21号神山鮎喰線が走る。
町内には県文化財でヒノキの一木造といわれる男神座像・如来形立像を祭神とする国中神社、真言宗大覚寺派の国中寺、四国八十八箇所・大日寺等が存在する。

### 山岳
- 東龍王山
- 負出山

### 河川
- 鮎喰川
- 船戸谷川
- 福正谷川

### 小字
- 宇和山西山
- 僧津山
- 東丁
- 西丁
- 南丁

- 赤坂西山
- 赤坂東山
- 紅葉山
- 片山
- 福山

- 福正西山
- 福正東山
- 城山

## 歴史
1955年に現在の町名となり、近年当地にも住宅造成の波が押し寄せ、下町との境に近い片山団地が築かれた。
地名の由来は明確ではないが、小笠原長宗が一宮大栗の地頭として東部要害の地の当地に城を築き、城を一宮城と呼び、西部の名西山分を大栗山、また東部の当地を一宮と称したことに由来する（一宮城史話）。

## 交通

### バス
徳島バス
- 大東
- 国中寺前
- 一宮
- 一宮西
- 札所前

### 道路
- 徳島県道21号神山鮎喰線
- 徳島県道207号鬼籠野国府線
- 徳島県道208号一宮下中筋線

## 施設

一宮神社

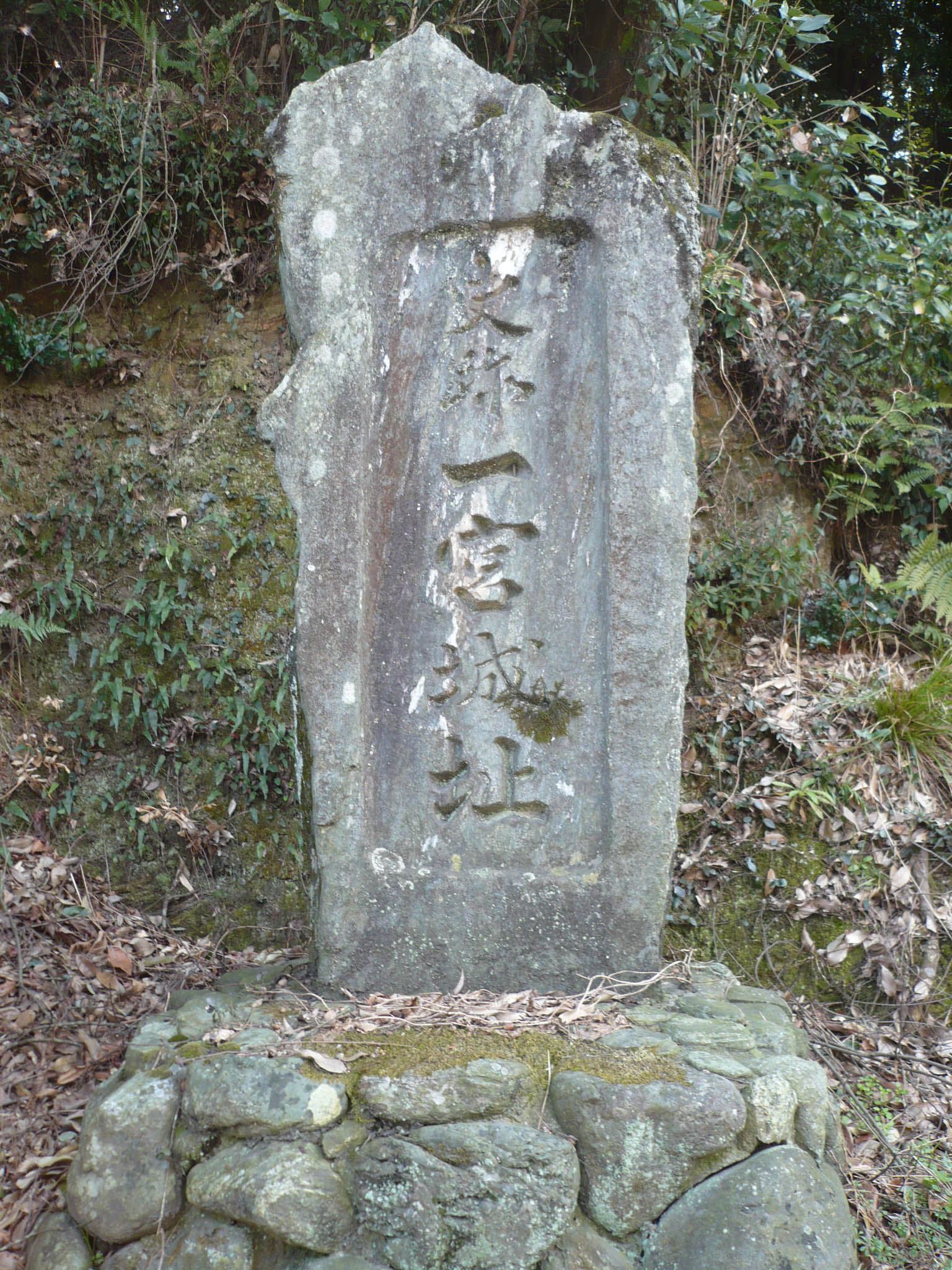
一宮城の石碑

- 徳島市一宮小学校
- 大日寺 - 四国八十八箇所十三番札所
- 国中寺 - 大日寺新奥の院
- 一宮神社
- 国中神社
- 伏拝八幡神社
- 船盡比咩神社
- 一宮城 - 徳島県指定史跡